# Občina Sitovo
Občina Sitovo je majhna občina v provinci Silistra na severovzhodu Bolgarije. Leži ob desnem bregu reke Donave v Podonavski nižini na območju južne Dobrudže. Ime je dobila po svojem upravnem središču - vasi Sitovo.
Občina zajema 270,97 km² ozemlja na katerem živi 5.810 prebivalcev (december 2009).

## Naselja
Občino Sitovo sestavlja 12 krajev, med katerimi so vse vasi:
| Mesto / vas | Bolgarsko ime | Prebivalstvo (December 2009) |
| ----------- | ------------- | ---------------------------- |
| Sitovo      | Ситово        | 847                          |
| Bosna       | Босна         | 371                          |
| Dobrotitsa  | Добротица     | 434                          |
| Garvan      | Гарван        | 421                          |
| Irnik       | Ирник         | 104                          |
| Iskra       | Искра         | 1.856                        |
| Lyuben      | Любен         | 654                          |
| Nova Popina | Нова Попина   | 88                           |
| Polian      | Поляна        | 176                          |
| Popina      | Попина        | 701                          |
| Slatina     | Слатина       | 132                          |
| Yastrebna   | Ястребна      | 26.                          |
| Skupaj      |               | 5810                         |

## Prebivalstvo
| Narodna sestava v Občini Sitovo (2011) | Narodna sestava v Občini Sitovo (2011) | Narodna sestava v Občini Sitovo (2011) | Narodna sestava v Občini Sitovo (2011) | Narodna sestava v Občini Sitovo (2011) |
| -------------------------------------- | -------------------------------------- | -------------------------------------- | -------------------------------------- | -------------------------------------- |
|                                        |                                        |                                        |                                        |                                        |
| Bolgari                                | Bolgari                                |                                        | 49.8%                                  | 49.8%                                  |
| Turki                                  | Turki                                  |                                        | 39.6%                                  | 39.6%                                  |
| Romi                                   | Romi                                   |                                        | 7.4%                                   | 7.4%                                   |
| Ostali                                 | Ostali                                 |                                        | 3.2%                                   | 3.2%                                   |

V občini Sitovo prevladujejo Bolgari, sledijo jim Turki in majhna Romska skupnost. Po popisu prebivalstva leta 2011 je prevladovala populacija islamske vere.
| Verska sestava v Občini Sitovo | Verska sestava v Občini Sitovo | Verska sestava v Občini Sitovo | Verska sestava v Občini Sitovo | Verska sestava v Občini Sitovo |
| ------------------------------ | ------------------------------ | ------------------------------ | ------------------------------ | ------------------------------ |
|                                |                                |                                |                                |                                |
| Pravoslavni kristjani          | Pravoslavni kristjani          |                                | 43.8%                          | 43.8%                          |
| Rimokatoliki                   | Rimokatoliki                   |                                | 0.2%                           | 0.2%                           |
| Protestanti                    | Protestanti                    |                                | 0.3%                           | 0.3%                           |
| Islamska vera                  | Islamska vera                  |                                | 49.0%                          | 49.0%                          |
| Ne verni                       | Ne verni                       |                                | 3.2%                           | 3.2%                           |
| Ostali                         | Ostali                         |                                | 3.5%                           | 3.5%                           |